# Chikki
 (mai 2017).
Si vous disposez d'ouvrages ou d'articles de référence ou si vous connaissez des sites web de qualité traitant du thème abordé ici, merci de compléter l'article en donnant les références utiles à sa vérifiabilité et en les liant à la section « Notes et références ».

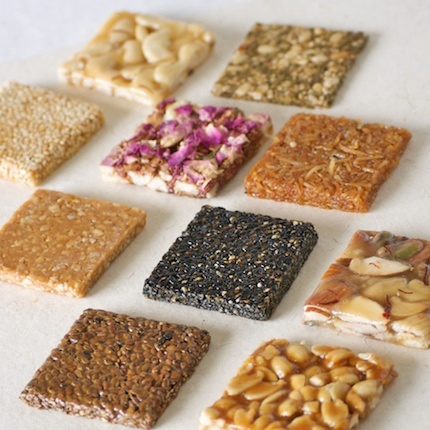
Assortiment de chikki.

Le chikki est une confiserie traditionnelle d'Inde, le plus souvent fait d'arachides et de jaggery.
Il y a plusieurs variétés de chikki, le plus commun étant celui qui est fait d'arachides. Chaque variété est nommée selon les ingrédients utilisés ; elles peuvent contenir des pois chiches, du sésame, du riz soufflé et/ou du khobara (de la noix de coco desséchée).